# Apophua suzannae
Apophua suzannae là một loài tò vò trong họ Ichneumonidae.